# Javier Mendiburu
Javier Mendiburu Urgell nació en Badalona el 1 de diciembre de 1980, baloncestista español. Juega de base y en la actualidad milita en las filas del Club Basquet Pardinyes de la EBA. Es el hijo del también profesional de baloncesto Javier Mendiburu Zamora.

## Trayectoria
- Joventut de Badalona - Categorías inferiores
- Sant Josep Badalona - EBA (España) - (1998-1999)
- BC Martorell- EBA (España) - (1999-2000)
- Llobregat Centre Cornellá - LEB2 (España) - (2000-2001)
- Indian Hills Community College - NJCAA (USA) - (2001-2003)
- Universidad de Wisconsin-Green Bay - NCAA (USA) - (2003-2005)
- Estudiantes- ACB (España) - (2005-2007)
- ViveMenorca- ACB (España) - (2007-2008)
- Plus Pujol Lleida- LEB Oro (España) - (2008-2009)
- CB Tarragona- LEB Oro (España) - (2009-2010)
- CB Castellbisbal- EBA (España) - (2010-2011)
- CB Montcada- EBA (España) - (2011-2012)
- Vedruna Gràcia- 1ª Cat (Cataluña) - (2014)
- Club Basquet Pardinyes - EBA (2016- )

## Palmarés

### Campeonato Nacionales
- Llobregat Centre Cornellà - (LEB2, España): 2000-2001.